# Thinkerbell
I Thinkerbell erano un duo musicale norvegese attivo fra il 1998 e il 2011 e formato dalla cantante Vibeke Saugestad e dal musicista e produttore Jørn Christensen.

## Carriera
I Thinkerbell hanno pubblicato il loro album di debutto eponimo alla fine del 1998. Grazie ad esso hanno raggiunto la 15ª posizione della classifica norvegese e sono stati candidati ai premi Spellemann, il principale riconoscimento musicale norvegese, nella categoria Miglior gruppo pop. Il loro secondo album, Thinkerbell 2, ha debuttato 31º in classifica nel 2011.

## Discografia

### Album
- 1998 – Thinkerbell
- 2011 – Thinkerbell 2

### Singoli
- 1998 – Caller
- 1998 – Velvet Days